# Alexandra Vandernoot
Alexandra Vandernoot, född 19 september 1965 i Bryssel, Belgien, är en belgisk skådespelare. 
Internationellt är hon bäst känd som Tessa Noël, flickvän till Duncan MacLeod i TV-serien Highlander. Hon var med från det allra första avsnittet i serien till det fjärde avsnittet (kallat The Darkness) andra säsongen där hon mördades. Hon återkom sedan i andra säsongens sista avsnitt (Counterfeit Part One och Two), som en flicka som gjorts om för att likna Tessa, och senare i seriens slut (To Be och Not to Be) som Tessa Noël.
Alexandra har två barn tillsammans med Bernard Uzan.

## Filmografi i urval

### Filmer
- Babel opéra, ou la répétition de Don Juan de Wolfgang Amadeus Mozart (1985) – Sandra
- Exploits d'un jeune Don Juan, Les (1987) – Elisa
- Mascara (1987) – Euridice
- Trouble in Paradise (1989) – Francine
- Hostel Party (1990) - Claire
- Dilemma (1990) - Karen Vincke
- Prêt-à-Porter (1994) - Sandra de la Notte, Sky TV Reporter
- Lucky Punch (1996) - Alexandra
- Le dîner de cons (1998) - Christine Brochant
- Sabotage! (2000) - Lady Edwina
- Gangsters (2002) - Karine Bremen
- Bouche à bouche (2003) - Louise

### TV-serier
- Fly by Night (1991) - PrincessOlivia (1 avsnitt)
- Counterstrike (1992) - Noelle (1 avsnitt)
- Highlander (1992–1998) - Tessa Noël (31 avsnitt)
- Carla Rubens (2005–2007) -  Carla Rubens (2 avsnitt)